# زمین‌لرزه ۱۹۸۵ پاپوآ گینه نو
زمین‌لرزه پاپوآ گینه نو  در تاریخ ۱۰ مه ۱۹۸۵ میلادی، برابر با ‎۲۰ اردیبهشت ۱۳۶۴، ساعت ۱۵:۳۵:۵۰ به زمان یوتی‌سی در پاپوآ گینه نو رخ داد. ژرفای این زلزله ۴۶٫۶ کیلومتر بود، و بزرگی آن ۷٫۲ در مقیاس Mw اعلام شده‌است. زمین‌لرزه به وقت محلی در روز شنبه، ساعت ۱ روی داده و منطقه زمانی آن یوتی‌سی +۱۰ بوده‌است .
سازمان زمین‌شناسی آمریکا نیز رومرکز این زمین‌لرزه را در مختصات ۵°۳۵′۵۶″جنوبی ۱۵۱°۰۲′۴۲″شرقی / ۵٫۵۹۹°جنوبی ۱۵۱٫۰۴۵°شرقی و ژرفای آن را در ۲۶ کیلومتر گزارش کرده‌است. بزرگی برگزیدهٔ این سازمان از میان بزرگی‌های محاسبه‌شدهٔ مختلف ۷٫۳ در مقیاس MS بوده و از دید اثر، در میان چهار دسته‌بندی «نامحسوس»، «محسوس»، «زیان‌آور» یا «با تلفات»، زلزله را «با تلفات» اعلام کرده‌است.رانش زمین در آن به وجود آمده‌است.
پروژهٔ «تنسور گشتاور مرکزوار» زاویه‌های (راستا، شیب، ریک) گسل سازندهٔ زمین‌لرزه و صفحه عمود بر آن را (°۱۹۳، °۶۷، °۱۶۶-) یا (°۹۷، °۷۷، °۲۳-) و نوع گسل را «امتدادلغز» فرارسانده‌است.
شمار کشتگان زلزله حدود ۱ نفر بوده‌است.